# 马营乡 (赤城县)
马营乡，是中华人民共和国河北省张家口赤城县下辖的一个乡镇级行政单位。

## 行政区划
马营乡下辖以下地区：
马营村、孟家窑村、柳家窑村、羊坊村、候村沟村、大水坑村、彭家沟村、黄榆沟村、墩上村、南窑子村、长梁沟村、松树堡村、高家窑村、界墙村、胶泥坑村、杏叶村、海家窑村、孤山村、君子堡村、挡将梁村、大沙沟村、满家沟村和卞家堡村。